# William Greenleaf Eliot
William Greenleaf Eliot (New Bedford, 5 août 1811 - Pass Christian, 23 janvier 1887) est un éducateur et pasteur unitarien américain. Il est le grand père de T. S. Eliot.